# コスモ・ゴードン (第3代ゴードン公爵)

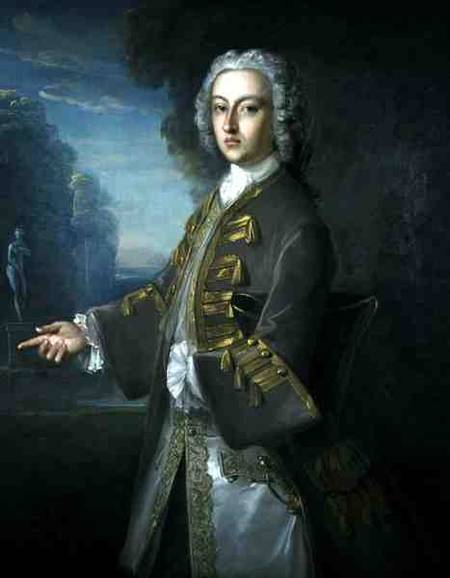
フィリップ・メルシェによる肖像画

第3代ゴードン公爵コスモ・ジョージ・ゴードン（英語: Cosmo George Gordon, 3rd Duke of Gordon KT、1720年4月27日 – 1752年8月5日）は、スコットランド貴族。1728年までハントリー侯爵の儀礼称号を使用した。

## 生涯
第2代ゴードン公爵アレクサンダー・ゴードンとヘンリエッタ・モードント（Henrietta Mordaunt、1760年10月11日没）の息子として生まれた。名前は父の友人トスカーナ大公コジモ3世に因んでつけられた。1728年11月28日に父が死去すると、ゴードン公爵の爵位を継承した。
1747年8月にスコットランド貴族代表議員に当選した後、翌年にシッスル勲章を授与された。
1752年8月5日、フランス王国のブルトゥイユで死去した。長男アレクサンダーが爵位を継承した。

## 家族
1741年9月3日、キャサリン・ゴードン（1718年 – 1779年、第2代アバディーン伯爵ウィリアム・ゴードンの娘）と結婚、下記の子女を儲けた。
- アレクサンダー（英語版）（1743年 – 1827年） - 第4代ゴードン公爵
- ウィリアム（英語版）（1744年 – 1823年） - 庶民院議員
- アン（1748年3月16日 – 1816年6月7日）
- キャサリン（1751年1月26日 – 1797年1月3日）
- ジョージ（1751年 – 1793年） - 庶民院議員、生涯未婚。ゴードン暴動（英語版）の名前の由来となった
- スーザン（1752年頃 – 1814年） - 第9代ウェストモーランド伯爵ジョン・フェインと結婚、子供あり。その後、ジョン・ウッドフォード大佐（John Woodford）と再婚、子供あり